# 6868 Seiyauyeda
6868 Seiyauyeda (1992 HD) là một tiểu hành tinh vành đai chính được phát hiện ngày 22 tháng 4 năm 1992 bởi Yoshio Kushida và Osamu Muramatsu ở đài thiên văn Nam Yatsugatake.